# Незнакомец в зеркале
«Незнакомец в зеркале» (англ. A Stranger in the Mirror) — третий роман писателя Сидни Шелдона.

## Сюжет
Тоби, начинающий артист, пробивается на сцену, используя прирождённый талант — смешить людей. Путь к славе тернист, и включает в себя многочисленные встречи, пробы, кастинги. Начиная выступать в ночных клубах почти за бесплатно, чувствуя дыхание времени и необходимости публики в комиках, Тоби постепенно превращается в популярного американского лицедея.
Джил, мечтающая стать кинозвездой, тоже прошла нелегкий путь, полный обмана и предательства. И когда судьба предоставляет невероятную возможность работать рядом с самым желанным комиком страны, она, наученная горьким опытом, держит их отношения на дистанции. Амбициозный Тоби считает, что она не имеет права ему отказывать, а она лишь хочет доказать, что не такая, как все остальные его спутницы. Он превращается в неуправляемого монстра, третирующего своих ассистентов, и становится просто невыносим. Что ему не хватает? Обычной любви и женской нежности, которых он был лишён долгие годы. Сможет ли он открыть сердце простой Джил, сможет ли стать с ней совершенно другим, если её нахлынувшие чувства чисты и искренни, как ни у кого другого?
Тоби понимает это, и когда инсульт приковывает его к инвалидному креслу, только любимая и верная жена приходит на помощь. Она поднимает его на ноги и спасает от смерти. Но с повторным приступом Тоби вдруг задумывается, может ли он по-прежнему доверять единственной Джил? Хватит ли ей сил, чтобы вновь поставить его на ноги? Что можно сделать, когда она медленно превращается в настоящего палача?

## Российское издание
В России роман был выпущен в издательстве Новости в 1993 году (серия "Мировой бестселлер"), перевод того же года.

## Экранизация
В 1993 году режиссёр Гэри Нельсон поставил по роману одноимённый телевизионный фильм. Продюсером фильма выступил Аарон Спеллинг. Главные роли сыграли голливудские актёры Перри Кинг и Лори Локлин.